# Husrav III.
Husrav III. byl perský velkokrál z rodu Sásánovců panující po smrti krále Šahrvaráze krátce roku 630, alespoň zčásti souběžně s královnou Bórán (přesná chronologie není známa). Jeho vláda měla jen epizodický charakter a byla omezena na východ říše – poté krále násilně odstranili. Je o něm známo, že byl synovcem Husrava II. a jeho proklamace souvisela s vnitropolitickými zmatky v Persii po prohrané válce s Byzancí z let 603–628.